# Alonso Gamero
Alonso Miguel Gamero Zuniga (* 23. Dezember 1992 in Arequipa) ist ein ehemaliger peruanischer Radrennfahrer und nationaler Meister im Radsport.

## Sportliche Laufbahn
Gamero ist mehrfacher Juniorenmeister Perus im Straßenradsport. 2014, 2017 und 2018 siegte er in der Peruanische Meisterschaft im Straßenrennen der Männer. 2017 gewann er den Titel im Einzelzeitfahren. Das Etappenrennen Clásica CC Puente Piedra entschied er 2013 mit einem Etappensieg für sich. 2014 siegte er im Eintagesrennen Clásica Campo de Marte. 2015 bis 2016 gewann er die Rundfahrt Clásica Lima–Cerro Azul–Lima mit einem Etappenerfolg.
Das Rennen Doble Arequipa–Mollendo gewann er 2015 und 2016. 2018 gewann er drei Etappen der Guatemala-Rundfahrt, eine in der Ecuador-Rundfahrt sowie die Vuelta del Valle del Cachapoa und das Rennen Doble Arequipa-Mollendo. 2019 gewann er zwei Etappen der Rundfahrt Vuelta a Chiriquí in Panama.